# جان رنزنبرینک
جان رنزنبرینک (انگلیسی: John Rensenbrink؛ زادهٔ ۳۰ اوت ۱۹۲۸) کارشناس سیاسی اهل ایالات متحده آمریکا است.
وی همچنین برندهٔ جوایزی همچون برنامه فولبرایت شده‌است.